# 미스터 노바디
《미스터 노바디》(영어: Mr. Nobody)는 2009년 공개된 SF 드라마 영화이다.

## 출연진
- 재러드 레토
  - 토비 레그보
- 세라 폴리
- 디아네 크루거
  - 주노 템플
- 린단 팜
- 오드레 자코미니
- 리스 이반스
- 대니얼 메이스
- 마이클 라일리
- 키아라 카셀리
- 파스칼 뒤켄